# Амфотерност
Амфотерност е способността на химичните съединения да проявяват киселинни или основни химични свойства, в зависимост от природата на другия компонент, участващ в киселинно-основното взаимодействие. Химичен елемент или съединение с амфотерни свойства при взаимодействие със силна киселина проявява свойствата на основа и обратното – при взаимодействие със силна основа се проявява като киселинно действащо.
Амфотерни химични елементи са например водородът, берилият, манганът. Амфотерни химични съединения са оксидите на много метали (като цинка, калая, оловото, алуминия), и повечето металоиди.
Пример с цинков оксид:
- При реакция с киселина: ZnO + 2H+ → Zn2+ + H2O
- При реакция с основа: ZnO + H2O + 2OH- → [Zn(OH)4]2-

Амфотерен характер проявяват и аминокиселините, белтъците и водата.